# Escuela Superior de Conservación y Restauración de Bienes Culturales de Galicia
La Escuela Superior de Conservación y Restauración de Bienes Culturales de Galicia (ESCRBBCCG) es un centro español de enseñanza superior de la Consejería de Cultura y Educación de la Junta de Galicia. Está ubicada en la ciudad de Pontevedra, en el antiguo Cuartel de San Fernando, en el mismo edificio que la Facultad de Bellas Artes. Es la única Escuela Superior de Conservación y Restauración de Bienes Culturales de Galicia y del noroeste de España y es la segunda escuela de restauración más antigua de España.

## Ubicación
El edificio está situado en el número 1 de la calle General Martitegui de Pontevedra.

## Historia
La escuela ofrece estudios de conservación y restauración de bienes culturales desde el 12 de enero de 1992. Otorga el Título Superior de Conservación y Restauración de Bienes Culturales equivalente a un grado universitario. La creación de la Escuela Superior de Conservación y Restauración de Bienes Culturales de Galicia en Pontevedra se remonta a 1991. Fue creada por el Decreto 352/1991, de 17 de octubre (Diario Oficial de Galicia de 24 de octubre).
Entre diciembre de 1994 y enero de 1995 finalizó la rehabilitación del antiguo cuartel neoclásico destinado a albergar la Escuela Superior de Conservación y Restauración de Galicia. En 1995, la escuela, creada en 1991, se trasladó a sus instalaciones.

## Estudios
La Escuela expide el Título Superior en Conservación y Restauración de Bienes Culturales. Los estudios tienen una duración de cuatro años, siendo los dos primeros comunes y los dos últimos de especialización. Las tres especialidades que se imparten son conservación-restauración de bienes escultóricos, conservación-restauración de bienes pictóricos y conservación-restauración de bienes arqueológicos.
Los dos primeros años de estudios se centran en las técnicas de conservación y restauración, con un estudio de biología, física y química relacionadas con la restauración y la historia del arte. En los dos últimos años se realiza una especialización según la opción elegida, en la que se profundiza en la técnica y teoría de cada área.

### Admisión
La escuela es pública y exige para entrar un título de bachillerato y un examen de admisión específico. El examen consta de dos partes: un análisis textual (relacionado con las materias de la escuela) y un examen de artes plásticas (por ejemplo, que un color se degrade en tres fases utilizando blanco).

## Instalaciones
El gran edificio de la escuela es el antiguo cuartel neoclásico de San Fernando, obra del arquitecto Bonifacio Menéndez Conde, construido entre 1906 y 1909 y reformado en 1994 por el arquitecto César Portela Fernández-Jardón para convertirse en la sede de la escuela superior de Conservación y Restauración de Bienes Culturales de Galicia.
Además de las aulas y despachos la escuela cuenta con plató de fotografía, laboratorio de física y química, sala de informática y talleres de conservación y restauración de arqueología, pintura y escultura (madera, piedra, metales).
La biblioteca del centro cuenta con más de 9.000 volúmenes, de los que casi 6.000 fueron donados en julio de 2020 por los herederos del médico pontevedrés Manuel Carballal Lugrís.

## Galería de imágenes

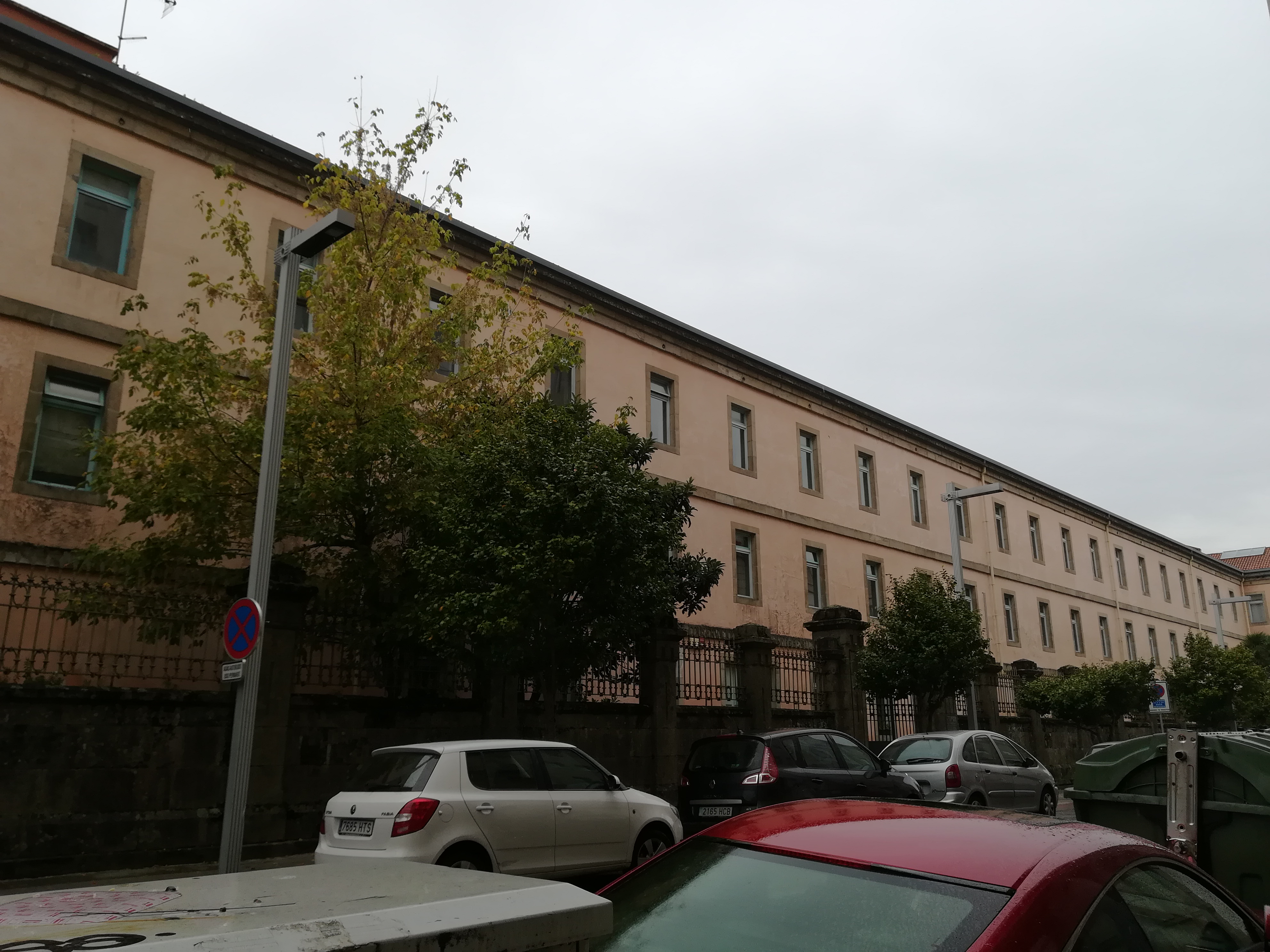
Fachada de la Escuela
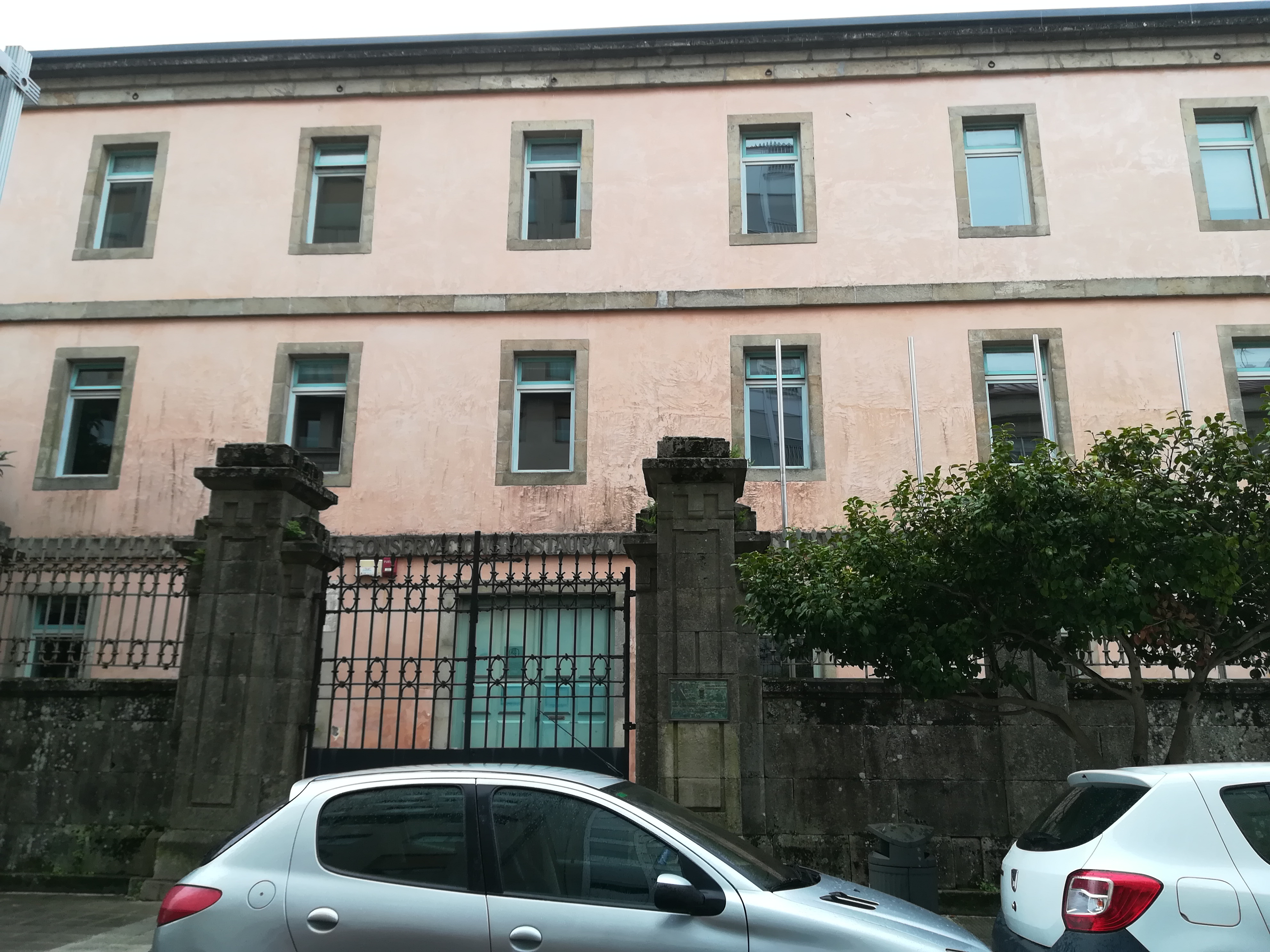
Entrada de la Escuela
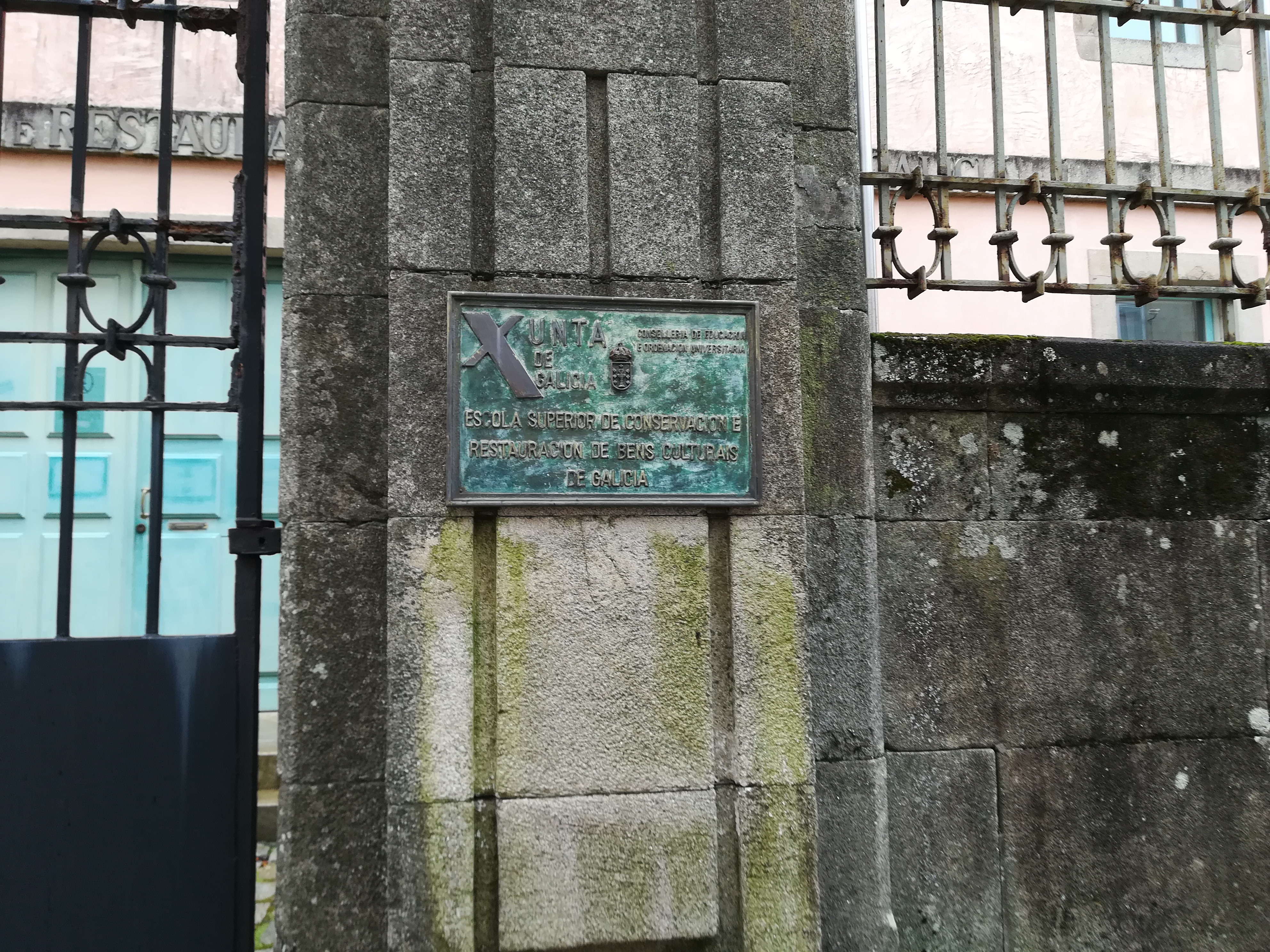
Placa con el nombre de la Escuela